# Episodi di GLOW (prima stagione)
La prima stagione della serie televisiva GLOW, composta da 10 episodi, è stata interamente pubblicata a livello globale il 23 giugno 2017 su Netflix.
| nº | Titolo originale             | Titolo italiano            | Pubblicazione  |
| -- | ---------------------------- | -------------------------- | -------------- |
| 1  | Pilot                        | Pilot                      | 23 giugno 2017 |
| 2  | Slouch. Submit.              | Inchinati. Sottomettiti.   | 23 giugno 2017 |
| 3  | The Wrath of Kuntar          | L'ira di Kuntar            | 23 giugno 2017 |
| 4  | The Dusty Spur               | Tutte al Dusty Spur        | 23 giugno 2017 |
| 5  | Debbie Does Something        | Debbie si lancia           | 23 giugno 2017 |
| 6  | This Is One of Those Moments | È uno di quei momenti      | 23 giugno 2017 |
| 7  | Live Studio Audience         | Il primo incontro dal vivo | 23 giugno 2017 |
| 8  | Maybe It’s All the Disco     | Forse è la discoteca       | 23 giugno 2017 |
| 9  | The Liberal Chokehold        | La presa liberale          | 23 giugno 2017 |
| 10 | Money’s in the Chase         | Il bello è nella caccia    | 23 giugno 2017 |